# Phragmatobia x-album
Phragmatobia x-album är en fjärilsart som beskrevs av Charles Oberthür 1911. Phragmatobia x-album ingår i släktet Phragmatobia och familjen björnspinnare. Inga underarter finns listade i Catalogue of Life.